# Senhora (1976)
Senhora é uma filme brasileiro de 1976, do gênero drama romântico, escrito e dirigido por Geraldo Vietri, baseado no romance Senhora, de José de Alencar, com número musical com Francisco Petrônio.

## Elenco
- Elaine Cristina .... Aurélia Lemos Camargo
- Paulo Figueiredo .... Fernando Seixas
- Aldo César .... Tavares do Amaral
- Ruthinéa de Moraes .... Mariquinhas Seixas, irmã de Fernando
- Annamaria Dias .... Adelaide Amaral
- Flamínio Fávero
- Sadi Cabral .... Lourenço Camargo (participação)
- Olívia Camargo
- Nélson Caruso
- Pedro Cassador
- Marilena de Carvalho
- Etty Fraser .... Firmina Mascarenhas
- Flávio Galvão .... Eduardo Abreu
- Elizabeth Hartmann .... Lísia
- Yara Lins .... Emília Lemos Camargo
- Chico Martins .... Lemos
- Amilton Monteiro
- Leonor Navarro .... Camila Seixas
- Marcos Plonka .... Moreira
- Pedro Paulo Zuppo